# Tom Solesbury
Tom Solesbury est un rameur britannique né le 23 septembre 1980 à Farnborough. Il a remporté la médaille de bronze du huit masculin aux Championnats du monde d'aviron 2007 à Munich.
Il est marié à la rameuse Katie Greves.